# Plagiolirion
Plagiolirion, monotipski rod lukovičastih geofita iz prodice zvanikovki. Jedina je vrsta P. horsmannii, kolumbijski endem opisan još 1883. koji se smatrao izumrlim, dok nije ponovno otkriven 1989. godine.

## Sinonimi
- Eucharis horsmannii (Baker) Traub
- Urceolina horsmannii (Baker) Traub